# Cosmopolis (Zeitschrift)

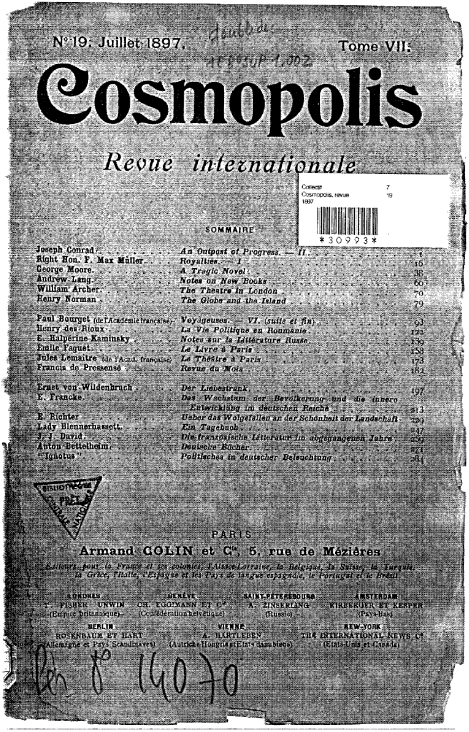
Ein französischer Heftumschlag. Diese erschienen auch auf Deutsch

Cosmopolis ist eine internationale und mehrsprachige Zeitschrift, die von Fernand Ortmans zwischen 1896 und 1898 herausgegeben wurde. Sie erschien monatlich und wurde bei T. Fisher Unwin in London und Armand Colin in Paris gedruckt. In den Verlagsorten Paris, London, Berlin, Wien, Genf, New York, Amsterdam und St. Petersburg wurden den Heften lokalisierte Umschläge verpasst. Die Beiträge erschienen auf Französisch, Englisch, Deutsch und zu einem späteren Zeitpunkt auf Russisch.

## Inhaltliche Schwerpunkte
Helene Lange veröffentlichte in der Zeitschrift bereits 1896 ihr Plädoyer für das Frauenwahlrecht.

## Autoren
Mehrere bekannte Autoren und bekannte Persönlichkeiten veröffentlichten in der Zeitschrift:
- Anton Bettelheim
- Paul Bourget
- Georg Brandes
- Max Burckhard
- Marie von Ebner-Eschenbach
- Anton Tschechow: Bei Bekannten
- Joseph Conrad
- Anatole France
- Henry James
- Helene Lange
- Stéphane Mallarmé: Un coup de dés n’abolira le hasard
- Arthur Schnitzler: Die Toten schweigen und Paracelsus
- Hermann Sudermann
- Eugen Richter
- Ernst von Wildenbruch